# Костенко, Анатолий Иванович (партийный деятель)
Анатолий Иванович Костенко — советский хозяйственный, государственный и политический деятель.

## Биография
Родился в 1931 году. Член КПСС.
В 1968—1974 — первый секретарь Бабушкинского районного комитета КПСС города Москвы.
В 1974—1975 — заведующий отделом административных органов Московского городского комитета КПСС.
В 1975—1989 — заместитель председателя исполнительного комитета Московского городского Совета депутатов трудящихся — начальник Главмосжилучета.
После 1991 — член Совета старейшин при Мэре Москвы.
Делегат XXIV съезда КПСС.
Жил в Москве.

## Награды
- Орден Дружбы народов (14.11.1980)